# 12 Hours of Sebring

Tor Sebring International Raceway

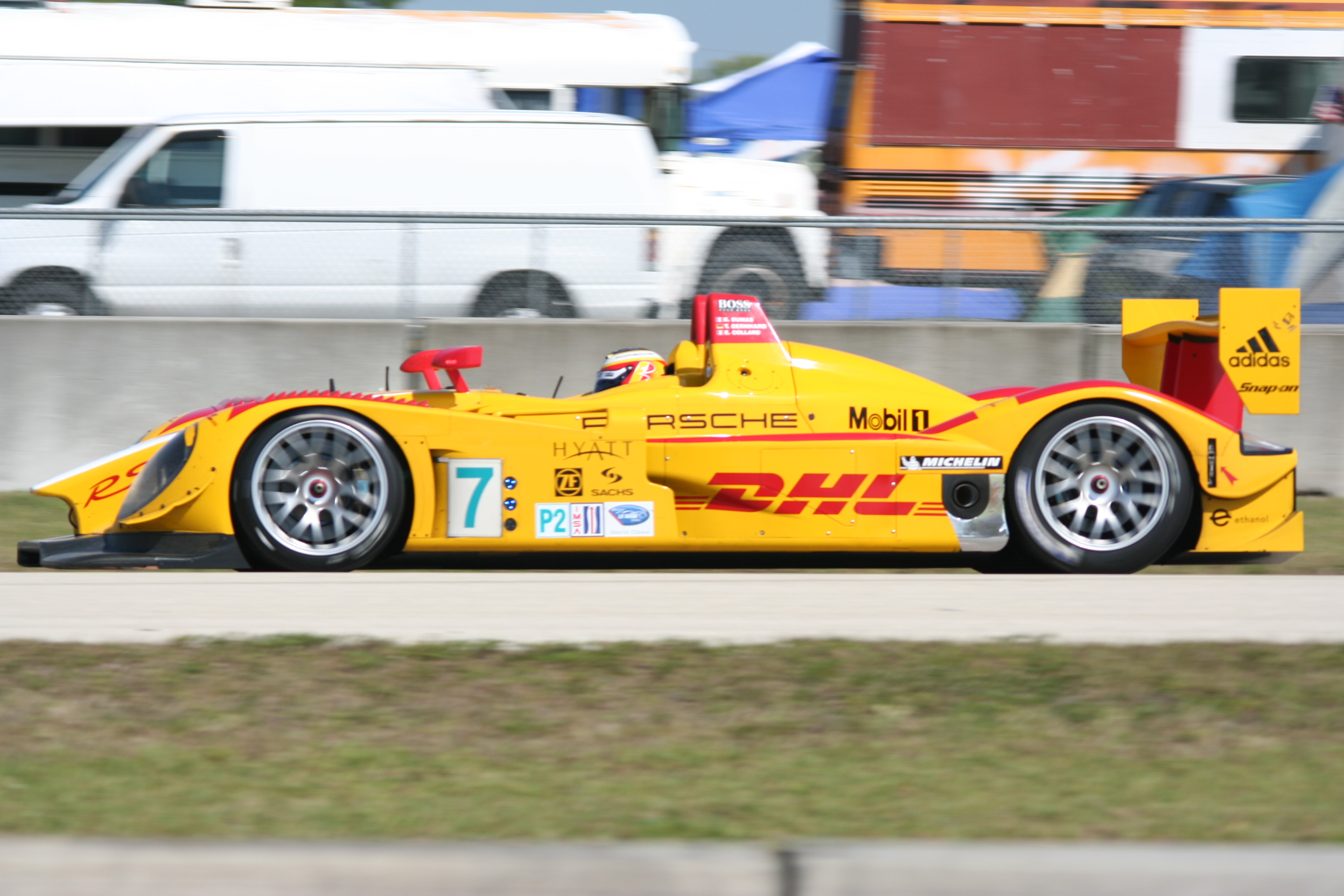
Zwycięskie Porsche z 2008 roku

12 Hours of Sebring – 12-godzinny wyścig samochodowy organizowany corocznie w Stanach Zjednoczonych na torze Sebring International Raceway w Sebring na Florydzie.
Tor powstał na terenach po dawnej lotniczej bazie wojskowej w 1950 roku. Pierwszy 12-godzinny wyścig odbył się na nim 15 marca 1952 roku. Wyścig zawsze odbywa się w marcu, w związku z czym uznawany jest za bardzo dobre przetarcie przed Le Mans.

## Zwycięzcy wyścigu
| Rok  | Kierowcy                                                | Zespół                                      | Samochód                                    | Dystans                                     |
| ---- | ------------------------------------------------------- | ------------------------------------------- | ------------------------------------------- | ------------------------------------------- |
| 1952 | Harry Gray Larry Kulok                                  | Stuart Donaldson                            | Frazer-Nash Le Mans                         | 1213 445 km                                 |
| 1953 | Phil Walters John Fitch                                 | Briggs Cunningham                           | Cunningham C4R-Chrysler                     | 1447 766 km                                 |
| 1954 | Stirling Moss Bill Lloyd                                | Briggs Cunningham                           | O.S.C.A. MT4                                | 1405 923 km                                 |
| 1955 | Mike Hawthorn Phil Walters                              | Briggs Cunningham                           | Jaguar D-Type                               | 1523 083 km                                 |
| 1956 | Juan Manuel Fangio Eugenio Castellotti                  | Scuderia Ferrari                            | Ferrari 860 Monza                           | 1623 506 km                                 |
| 1957 | Jean Behra Juan Manuel Fangio                           | Maserati                                    | Maserati 450S                               | 1648 612 km                                 |
| 1958 | Phil Hill Peter Collins                                 | Scuderia Ferrari                            | Ferrari 250 TR58                            | 1673 718 km                                 |
| 1959 | Dan Gurney Chuck Daigh                                  | Scuderia Ferrari                            | Ferrari 250 TR59 Fantuzzi                   | 1573 295 km                                 |
| 1960 | Hans Herrmann Olivier Gendebien                         | Joakim Bonnier                              | Porsche 718RS                               | 1640 243 km                                 |
| 1961 | Phil Hill Olivier Gendebien                             | SpA Ferrari SEFAC                           | Ferrari 250 TRI/61                          | 1740 666 km                                 |
| 1962 | Joakim Bonnier Lucien Bianchi                           | Scuderia SSS Republica di Venezia           | Ferrari 250 TRI/61                          | 1723 929 km                                 |
| 1963 | John Surtees Ludovico Scarfiotti                        | SpA Ferrari SEFAC                           | Ferrari 250P                                | 1749 035 km                                 |
| 1964 | Mike Parkes Umberto Maglioli                            | SpA Ferrari SEFAC                           | Ferrari 275P                                | 1790 878 km                                 |
| 1965 | Jim Hall Hap Sharp                                      | Chaparral Cars Inc.                         | Chaparral 2-Chevrolet                       | 1640 243 km                                 |
| 1966 | Ken Miles Lloyd Ruby                                    | Shelby American Inc.                        | Ford X1 Roadster                            | 1908 038 km                                 |
| 1967 | Bruce McLaren Mario Andretti                            | Ford Motor Company                          | Ford GT40 MkIV                              | 1991 724 km                                 |
| 1968 | Jo Siffert Hans Herrmann                                | Porsche Automobile Company                  | Porsche 907                                 | 1983 356 km                                 |
| 1969 | Jacky Ickx Jackie Oliver                                | J.W. Automotive Engineering                 | Ford GT40 MkII                              | 2000 093 km                                 |
| 1970 | Ignazio Giunti Nino Vaccarella Mario Andretti           | SpA Ferrari SEFAC                           | Ferrari 512S                                | 2075 410 km                                 |
| 1971 | Vic Elford Gérard Larrousse                             | Martini Racing                              | Porsche 917K                                | 2175 833 km                                 |
| 1972 | Mario Andretti Jacky Ickx                               | SpA Ferrari SEFAC                           | Ferrari 312PB                               | 2167 465 km                                 |
| 1973 | Hurley Haywood Peter Gregg Dave Helmick                 | Dave Helmick                                | Porsche Carrera RSR                         | 1891 301 km                                 |
| 1974 | Wyścig odwołany z powodu kryzysu paliwowego             | Wyścig odwołany z powodu kryzysu paliwowego | Wyścig odwołany z powodu kryzysu paliwowego | Wyścig odwołany z powodu kryzysu paliwowego |
| 1975 | Brian Redman Allan Moffat                               | BMW Motorsport                              | BMW 3.0 CSL                                 | 1991 724 km                                 |
| 1976 | Al Holbert Mike Keyser                                  | Holbert Porsche-Audi                        | Porsche Carrera RSR                         | 1924 775 km                                 |
| 1977 | George Dyer Brad Frisselle                              | George Dyer                                 | Porsche Carrera RSR                         | 1958 450 km                                 |
| 1978 | Brian Redman Charles Mendez Bob Garretson               | Dick Barbour Racing                         | Porsche 935                                 | 2008 461 km                                 |
| 1979 | Bob Akin Rob McFarlin Roy Woods                         | Dick Barbour Racing                         | Porsche 935                                 | 2000 093 km                                 |
| 1980 | John Fitzpatrick Dick Barbour                           | Dick Barbour Racing                         | Porsche 935 K3                              | 2117 253 km                                 |
| 1981 | Bruce Leven Hurley Haywood Al Holbert                   | Bayside Disposal Racing                     | Porsche 935/80                              | 2050 304 km                                 |
| 1982 | John Paul Sr. John Paul Jr.                             | JLP Racing                                  | Porsche 935 JLP-3                           | 2041 936 km                                 |
| 1983 | Wayne Baker Jim Mullen Kees Nierop                      | Personalized Autohaus                       | Porsche 934                                 | 1765 853 km                                 |
| 1984 | Mauricio de Narváez Hans Heyer Stefan Johansson         | De Varzaez Enterprises                      | Porsche 935J                                | 2057 031 km                                 |
| 1985 | A.J. Foyt Bob Wollek                                    | Preston Henn                                | Porsche 962                                 | 2197 817 km                                 |
| 1986 | Hans-Joachim Stuck Jo Gartner Bob Akin                  | Bob Akin Motor Racing                       | Porsche 962                                 | 2244 745 km                                 |
| 1987 | Jochen Mass Bobby Rahal                                 | Bayside Disposal Racing                     | Porsche 962                                 | 1971 092 km                                 |
| 1988 | Klaus Ludwig Hans-Joachim Stuck                         | Bayside Disposal Racing                     | Porsche 962                                 | 2103 380 km                                 |
| 1989 | Geoff Brabham Chip Robinson Arie Luyendyk               | Electramotive Engineering                   | Nissan GTP ZX-Turbo                         | 2182 753 km                                 |
| 1990 | Derek Daly Bob Earl                                     | Nissan Performance Technology               | Nissan GTP ZX-Turbo                         | 1990 936 km                                 |
| 1991 | Derek Daly Geoff Brabham Gary Brabham                   | Nissan Performance Technology               | Nissan NPT-90                               | 1774 463 km                                 |
| 1992 | Juan Manuel Fangio II Andy Wallace                      | All American Racers                         | Eagle MkIII-Toyota                          | 2143 646 km                                 |
| 1993 | Juan Manuel Fangio II Andy Wallace                      | All American Racers                         | Eagle MkIII-Toyota                          | 1369 552 km                                 |
| 1994 | Steve Millen Johnny O’Connell John Morton               | Clayton Cunningham Racing                   | Nissan 300ZX                                | 1947 145 km                                 |
| 1995 | Andy Evans Fermín Vélez Eric van de Poele               | Scandia Motorsports                         | Ferrari 333 SP                              | 1548 189 km                                 |
| 1996 | Wayne Taylor Jim Pace Eric van de Poele                 | Doyle Racing                                | Riley & Scott Mk III-Oldsmobile             | 1935 075 km                                 |
| 1997 | Andy Evans Fermín Vélez Yannick Dalmas Stefan Johansson | Team Scandia                                | Ferrari 333 SP                              | 1628 012 km                                 |
| 1998 | Didier Theys Giampiero Moretti Mauro Baldi              | MOMO Doran Racing                           | Ferrari 333 SP                              | 1925 178 km                                 |
| 1999 | Tom Kristensen JJ Lehto Jörg Müller                     | BMW Motorsport                              | BMW V12 LMR                                 | 1863 781 km                                 |
| 2000 | Frank Biela Tom Kristensen Emanuele Pirro               | Audi Sport North America                    | Audi R8                                     | 2143 646 km                                 |
| 2001 | Rinaldo Capello Michele Alboreto Laurent Aïello         | Audi Sport North America                    | Audi R8                                     | 2203 192 km                                 |
| 2002 | Rinaldo Capello Christian Pescatori Johnny Herbert      | Audi Sport North America                    | Audi R8                                     | 2060 282 km                                 |
| 2003 | Frank Biela Marco Werner Philipp Peter                  | Infineon Team Joest                         | Audi R8                                     | 2185 328 km                                 |
| 2004 | Allan McNish Frank Biela Pierre Kaffer                  | Audi Sport UK Team Veloqx                   | Audi R8                                     | 2084 101 km                                 |
| 2005 | JJ Lehto Marco Werner Tom Kristensen                    | ADT Champion Racing                         | Audi R8                                     | 2149 601 km                                 |
| 2006 | Tom Kristensen Allan McNish Rinaldo Capello             | Audi Sport North America                    | Audi R10 TDI                                | 2078 145 km                                 |
| 2007 | Frank Biela Emanuele Pirro Marco Werner                 | Audi Sport North America                    | Audi R10 TDI                                | 2165.8 km                                   |
| 2008 | Timo Bernhard Romain Dumas Emmanuel Collard             | Penske Racing                               | Porsche RS Spyder                           | 2088.45 km                                  |
| 2009 | Tom Kristensen Allan McNish Rinaldo Capello             | Audi Sport Team Joest                       | Audi R15 TDI                                | 2278.85 km                                  |
| 2010 | Marc Gené Alexander Wurz Anthony Davidson               | Team Peugeot Total                          | Peugeot 908 HDi FAP                         | 2183,65 km                                  |
| 2011 | Loïc Duval Nicolas Lapierre Olivier Panis               | Team Oreca Matmut                           | Peugeot 908 HDi FAP                         | 1975,4 km                                   |
| 2012 | Tom Kristensen Allan McNish Rinaldo Capello             | Audi Sport Team Joest                       | Audi R18 TDI                                | 1933,8 km                                   |
| 2023 | Jack Aitken Pipo Derani Alexander Sims                  | Whelen Engineering Racing                   | Cadillac V-Series.R                         | 1938,62 km                                  |
| 2024 | Louis Delétraz Colton Herta Jordan Taylor               | Wayne Taylor Racing with Andretti           | Acura ARX-06                                | 2004,33 km                                  |